# Aesti

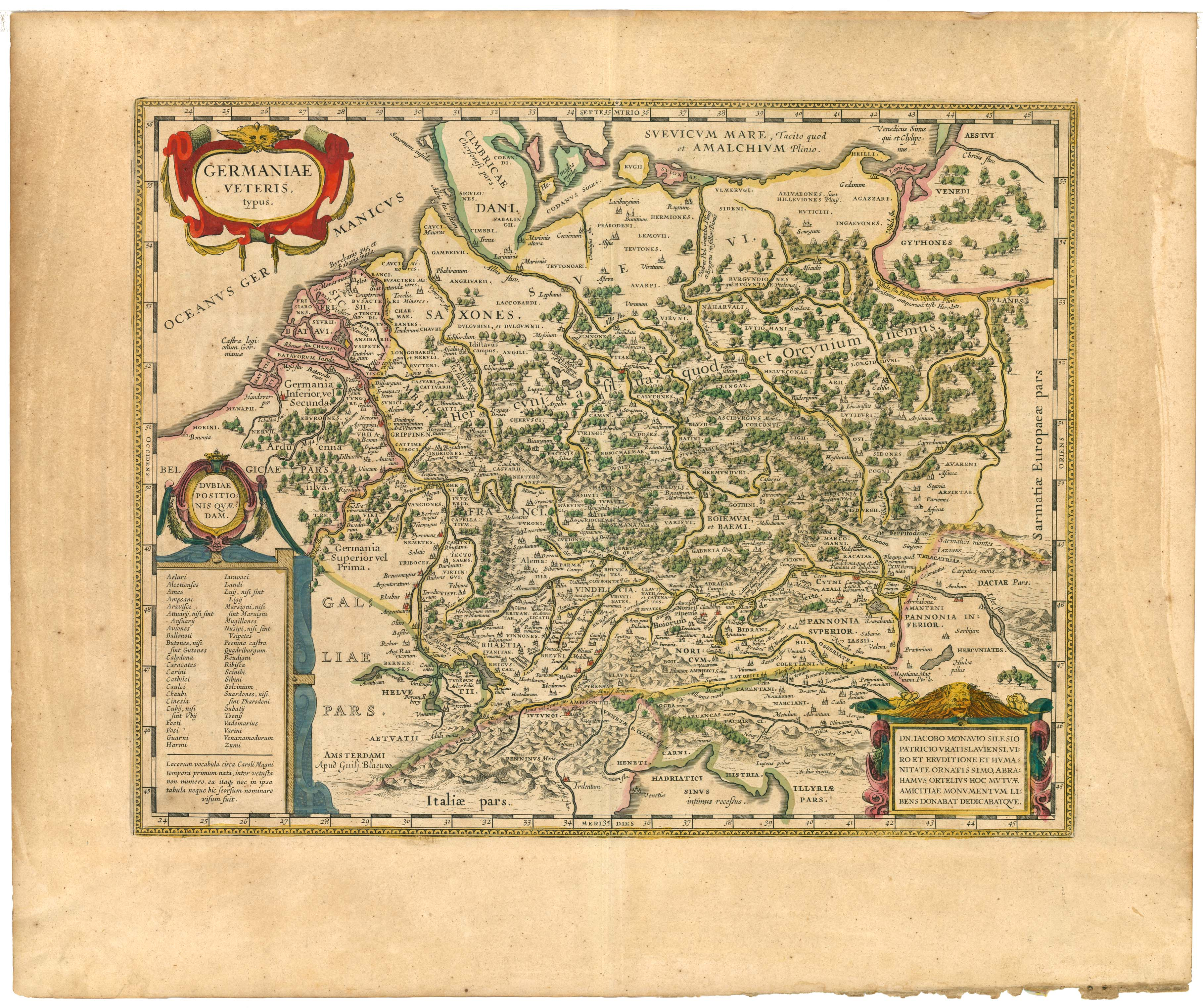
Germaniae veteris typus (mapa histórico de la antigua Germania), Aesti y Venedi en la esquina superior derecha.

Los aesti (en latín: Aestii) fueron un pueblo descrito por el historiador romano Tácito en su tratado Germania (ca. 98 CE). Según este tratado, los aestii vivieron a orillas del mare Suebicum (mar Báltico), hacia el este de los suiones (escandinavos) y hacia el oeste de los sitones. Eran una población de Suebia. Su nombre pervive en los estonios.